# Nikola Milićević
Nikola Milićević (Zvečanje, kraj Omiša, 27. studenoga 1922. – Zagreb, 1. ožujka 1999.) - hrvatski pjesnik, prevoditelj i javni djelatnik.
Nakon studija književnosti radio je kao novinar i jezični urednik, a zatim kao sveučilišni nastavnik. 
Kao pjesnik pripadao je krugovašima. U prvoj fazi svojeg pjesništva bio je svezan uz zavičajne motive, dok poslije tematizira intimnu sferu. Dijelom je pod utjecajem Lorce, a spaja tradicionalni izraz s modernim senzibilizmom. 
Pisao je i putopisnu i autobiografsku prozu (Sa stola i koljena, 1965.).
Bio je vrstan prevoditelj i antologičar (Antologija svjetske ljubavne poezije, 1968.; Zlatna knjiga španjolske poezije, 1973.).

## Djela
- Zlatna grana (1952.)
- Obećanja žute zore (1956.)
- Prah zemaljski (1974.)
- Nepovrat (1984.)
- Pjesme iz tišine (1994.)

Neka njegova djela je u njenoj antologiji Żywe źródła iz 1996. s hrvatskog na poljski prevela poljska književnica i prevoditeljica Łucja Danielewska.

## Nagrade i priznanja
1994. je godine dobio nagradu Vladimir Nazor za životno djelo.

## Vanjske poveznice
- Ezgeta Modra elegija